# Gert-Jan Paulissen
Gert-Jan Paulissen – holenderski brydżysta z tytułami World International Master w kategorii Open (WBF) oraz European Master (EBL).

## Wyniki brydżowe

### Olimpiady
Na olimpiadach uzyskał następujące rezultaty:
| Olimpiady brydżowe. Zawody teamów | Olimpiady brydżowe. Zawody teamów | Olimpiady brydżowe. Zawody teamów    | Olimpiady brydżowe. Zawody teamów | Olimpiady brydżowe. Zawody teamów | Olimpiady brydżowe. Zawody teamów |
| Rok                               | Miejsce                           | Zawody                               | Kategoria                         | Drużyna                           | Pozycja                           |
| --------------------------------- | --------------------------------- | ------------------------------------ | --------------------------------- | --------------------------------- | --------------------------------- |
| 1999                              | Lozanna                           | 2. Mistrzostwa o Wielką Nagrodę MKOL | Open                              | Netherlands                       | 5                                 |
| 1996                              | Rodos                             | 10. Olimpiada Teamów                 | Open                              | Netherlands                       | 13                                |

### Zawody światowe
W światowych zawodach zdobył następujące lokaty:
| Mistrzostwa Świata. Konkurencja teamów | Mistrzostwa Świata. Konkurencja teamów | Mistrzostwa Świata. Konkurencja teamów  | Mistrzostwa Świata. Konkurencja teamów | Mistrzostwa Świata. Konkurencja teamów | Mistrzostwa Świata. Konkurencja teamów |
| Rok                                    | Miejsce                                | Zawody                                  | Kategoria                              | Drużyna                                | Pozycja                                |
| -------------------------------------- | -------------------------------------- | --------------------------------------- | -------------------------------------- | -------------------------------------- | -------------------------------------- |
| 2013                                   | Nusa Dua                               | 41. Mistrzostwa Świata Teamów           | Trans                                  | White House                            | 3                                      |
| 2011                                   | Veldhoven                              | 40. Mistrzostwa Świata Teamów           | Trans                                  | Het Witte 1                            | 9                                      |
| 2010                                   | Filadelfia                             | 13. Seria Mistrzostw Świata             | Open                                   | Meltzer                                | 17                                     |
| 2003                                   | Monte Carlo                            | 36. Mistrzostwa Świata Teamów           | Trans                                  | Modalfa                                | 46                                     |
| 2002                                   | Montreal                               | 11. Mistrzostwa Świata                  | Open                                   | Abram                                  | 33                                     |
| 2000                                   | Maastricht                             | 11. Olimpiada Brydżowa                  | Miksty                                 | Paulissen                              | 22                                     |
| 1996                                   | Rodos                                  | 1. Mistrzostwa Świata Teamów Mikstowych | Miksty                                 | de Boer                                | 26                                     |
| 1994                                   | Albuquerque                            | 9. Mistrzostwa Świata                   | Open                                   | van den Brom                           | 34                                     |

| Mistrzostwa Świata. Konkurencja par | Mistrzostwa Świata. Konkurencja par | Mistrzostwa Świata. Konkurencja par | Mistrzostwa Świata. Konkurencja par | Mistrzostwa Świata. Konkurencja par | Mistrzostwa Świata. Konkurencja par |
| Rok                                 | Miejsce                             | Zawody                              | Kategoria                           | Partner                             | Pozycja                             |
| ----------------------------------- | ----------------------------------- | ----------------------------------- | ----------------------------------- | ----------------------------------- | ----------------------------------- |
| 2010                                | Filadelfia                          | 13. Mistrzostwa Świata              | Miksty                              | Betty Speelman                      | 146                                 |
| 2010                                | Filadelfia                          | 13. Mistrzostwa Świata              | Open                                | Jan Jansma                          | 14                                  |
| 2002                                | Montreal                            | 11. Mistrzostwa Świata              | Open                                | Bart Nab                            | 30                                  |
| 1998                                | Lille                               | 10. Mistrzostwa Świata              | Open                                | Roald Ramer                         | 5                                   |
| 1998                                | Lille                               | 10. Mistrzostwa Świata              | Miksty                              | Betty Speelman                      | 14                                  |
| 1994                                | Albuquerque                         | 9. Mistrzostwa Świata               | Open                                | Jaap van der Neut                   | 22                                  |

### Zawody europejskie
W europejskich zawodach zdobył następujące lokaty:
| Zawody europejskie. Konkurencja teamów | Zawody europejskie. Konkurencja teamów | Zawody europejskie. Konkurencja teamów    | Zawody europejskie. Konkurencja teamów | Zawody europejskie. Konkurencja teamów | Zawody europejskie. Konkurencja teamów |
| Rok                                    | Miejsce                                | Zawody                                    | Kategoria                              | Drużyna                                | Pozycja                                |
| -------------------------------------- | -------------------------------------- | ----------------------------------------- | -------------------------------------- | -------------------------------------- | -------------------------------------- |
| 2012                                   | Ejlat                                  | 11. Puchar Europy                         | Open                                   | Het Witte Huis                         | 7                                      |
| 2010                                   | Ostenda                                | 50. Mistrzostwa Europy Teamów             | Open                                   | Netherlands                            | 6                                      |
| 2009                                   | San Remo                               | 4. Otwarte Mistrzostwa Europy             | Open                                   | White House 1                          | 17                                     |
| 2008                                   | Amsterdam                              | 7. Puchar Europy                          | Open                                   | TWH - Netherlands                      | 5                                      |
| 2007                                   | Wrocław                                | 6. Puchar Europy                          | Open                                   | BCM-Netherlands                        | 10                                     |
| 2005                                   | Bruksela                               | 4. Puchar Europy Teamów                   | Open                                   | BCM-Netherlands                        | 5                                      |
| 2004                                   | Barcelona                              | 3. Puchar Europy                          | Open                                   | BCM-Netherlands                        | 4                                      |
| 2002                                   | Warszawa                               | 1. Puchar Europy Teamów                   | Open                                   | Netherlands                            | 5                                      |
| 2001                                   | Teneryfa                               | 45. Mistrzostwa Europy Teamów             | Open                                   | Netherlands                            | 9                                      |
| 1992                                   | Ostenda                                | 2. Mistrzostwa Europy Mikstów             | Miksty                                 | Renquist                               | 12                                     |
| 1990                                   | Neumünster                             | 12. Młodzieżowe Mistrzostwa Europy Teamów | Juniorzy                               | Netherlands                            | 7                                      |

| Zawody europejskie. Konkurencja par | Zawody europejskie. Konkurencja par | Zawody europejskie. Konkurencja par | Zawody europejskie. Konkurencja par | Zawody europejskie. Konkurencja par | Zawody europejskie. Konkurencja par |
| Rok                                 | Miejsce                             | Zawody                              | Kategoria                           | Partner                             | Pozycja                             |
| ----------------------------------- | ----------------------------------- | ----------------------------------- | ----------------------------------- | ----------------------------------- | ----------------------------------- |
| 2009                                | San Remo                            | 4. Otwarte Mistrzostwa Europy       | Open                                | Jan Jansma                          | 9                                   |
| 2003                                | Mentona                             | 1. Otwarte Mistrzostwa Europy       | Mikst                               | Betty Speelman                      | 61                                  |
| 2001                                | Sorrento                            | 11. Mistrzostwa Europy Par          | Open                                | Erik Kirchhoff                      | 310                                 |
| 1999                                | Warszawa                            | 10. Mistrzostwa Europy Par          | Open                                | Roald Ramer                         | 26                                  |
| 1997                                | Haga                                | 9. Mistrzostwa Europy Par           | Open                                | Chris Ten Kate                      | 56                                  |
| 1995                                | Rzym                                | 8. Mistrzostwa Europy Par           | Open                                | Jaap van der Neut                   | 105                                 |

## Klasyfikacja
- Gert-Jan Paulissen – klasyfikacja WBF (ang.)
- Gert-Jan Paulissen – klasyfikacja EBL (ang.)